# تاکوتنا (آلاسکا)
تاکوتنا (به انگلیسی: Takotna) شهری در ناحیه سرشماری یوکان-کویوکوک، آلاسکا ایالت آلاسکا است که جمعیت آن در سرشماری سال ۲۰۰۰ میلادی ۵۰ نفر بوده‌است.